# Bulbophyllum ecornutoides
Bulbophyllum ecornutoides es una especie de orquídea epifita  originaria de  	 Filipinas.

## Taxonomía
Bulbophyllum ecornutoides fue descrita por Cootes & W.Suarez  y publicado en Australian Orchid Review 71(6): 36. 2006.
Etimología
Bulbophyllum: nombre genérico que se refiere a la forma de las hojas que es bulbosa.
ecornutoides: epíteto latino que significa "como sin cuernos".